# هانس گریم
هانس گریم (به آلمانی: Hans Grimm) (زاده ۲۲ مارس ۱۸۷۵ - درگذشت ۲۹ سپتامبر ۱۹۵۹) نویسنده آلمانی بود.

## آثار
- ملت بدون مکان (۱۹۲۶)
- داستان‌هایی از آفریقای جنوبی (۱۹۱۳)
- عبور از شن‌زار (۱۹۱۶)
- قاضی در کارو (۱۹۳۰)